# Clos Saint-Denis

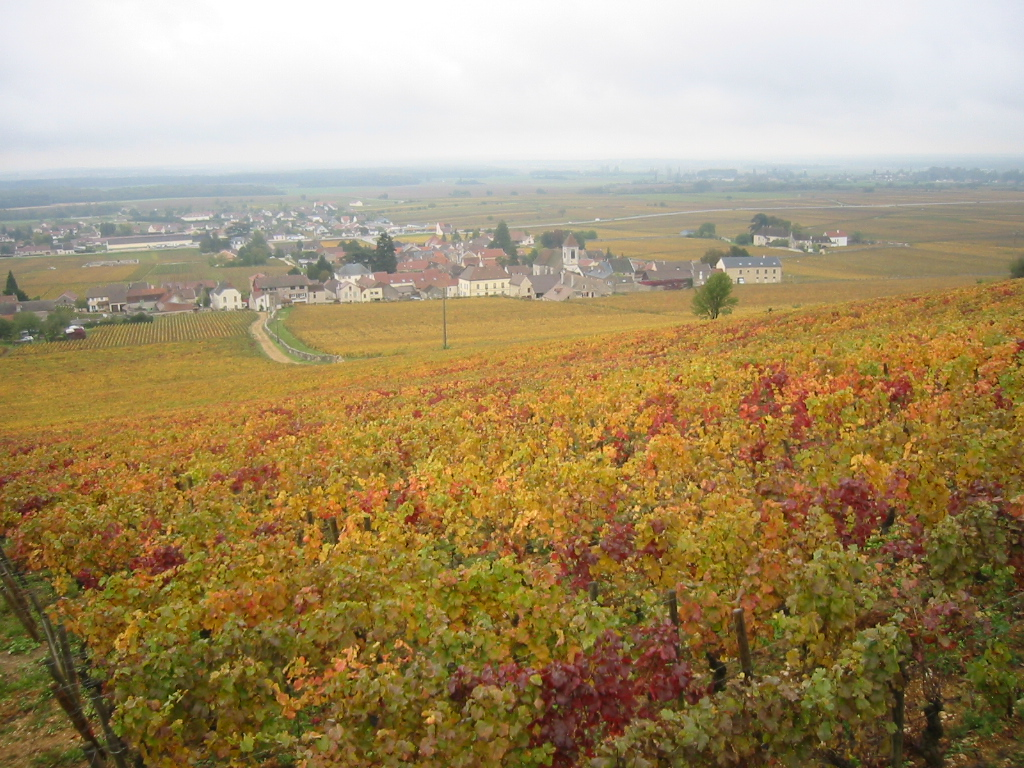
Blick über Morey-Saint-Denis; im Vordergrund der Clos Saint-Denis

Der Clos Saint-Denis ist eine als Grand Cru eingestufte Weinlage an der Côte d’Or im französischen Burgund. Sie liegt in der Gemeinde Morey-Saint-Denis, hat eine Fläche von 6,62 Hektar und eine eigene Appellation. Erzeugt wird ausschließlich Rotwein. Der Name „Saint-Denis“ spielt auf den Heiligen Dionysius von Paris an.

## Lage, Klima und Boden
Der Clos Saint-Denis befindet sich auf einem leicht ansteigenden Osthang in 270 bis 300 m Höhe über dem Meeresspiegel. Im Norden grenzt er an den Clos de la Roche, südlich schließt sich der Clos des Lambrays an. Die Appellation umfasst neben dem historischen Clos Saint-Denis (2,14 ha) noch die Weinbergslage Maison-Brûlée (1,82 ha), Les Chaffots (1,33 ha) und Calouère (1,30 ha). Sie besteht aus 37 Parzellen, die sich knapp 20 Besitzer teilen. Die größten Anteile besitzen die in Morey-Saint-Denis ansässigen Domänen Dujac und Lignier mit jeweils 1,49 ha. Fast alle Parzellen sind quer zum Hang ausgerichtet.
Das Klima wird dem burgundischen Übergangsklima zugerechnet, bei dem kontinentale Einflüsse gegenüber maritimen überwiegen. Die zumeist trockenen und heißen Sommer lassen den Pinot Noir zwar ausreifen, große Jahrgänge entstehen aber nur, wenn kein Regen im Herbst die Lese beeinträchtigt. Bedingt durch die reine Ostlage ist das Mikroklima verhältnismäßig kühl, aber gleichzeitig geschützt vor Spätfrösten.
Der Boden des Clos Saint-Denis besteht aus braunem, kalkhaltigem Mergel mit einem relativ geringen Anteil (6–12 %) an Kalksteinen. Eine Besonderheit dieser Weinlage ist, dass sie auch im oberen Hangbereich noch über eine gute Bodenauflage verfügt. Ebenso wie der Chambertin ist der Clos Saint-Denis reich an Phosphaten. Der hohe Gehalt an Lehm kann dem Wein Struktur, Kraft und Festigkeit verleihen. Der Jura-Unterboden stammt aus der Epoche des Bajocium.

## Wein
Der Clos Saint-Denis wird in der Regel ausschließlich aus Pinot Noir erzeugt. Als weitere Rebsorten sind Pinot Liébault und Pinot Beurot zugelassen. Theoretisch dürfen bis zu 15 % weiße Trauben (Chardonnay, Pinot Gris und Pinot Blanc) verwendet werden. Der natürliche Alkoholgehalt muss mindestens 11,5 Vol.-% betragen. Die Chaptalisation ist – wie überall in Burgund – erlaubt. Der Basisertrag beträgt jährlich 35 Hektoliter je Hektar. Dieser darf maximal um 20 % überschritten werden. In den Jahren 2000 bis 2004 wurden im Mittel jährlich 225 Hektoliter von diesem Weinberg erzeugt. Das entspricht 37 hl/ha. Damit liefert der Grand Cru gut 29.000 Flaschen pro Jahr.
Der Wein kann ein intensives Bouquet entwickeln, in dem sich beispielsweise Aromen finden lassen, die an rote Früchte, Hagebutten, Zimt oder Mandeln erinnern. Er besitzt dann eine feinstrukturierte Textur und weist auch eine große geschmackliche Nachhaltigkeit auf. Der Clos Saint-Denis gewinnt durch längere Reife im Keller. Jean-François Bazin (s. Literatur) bezeichnet ihn als den „Mozart der Côte d’Or“. Die Vielfalt und die stilistischen Unterschiede der Erzeuger, sind jedoch stärker als die Gemeinsamkeiten, weshalb Verallgemeinerungen von Weinkennern in der Regel vermieden werden.

## Geschichte
Die Ursprünge des Clos Saint-Denis lassen sich chronologisch nicht exakt definieren. Die Entstehungszeit wird in den Jahren zwischen 1023 und 1240 vermutet. Im Jahre 1023 wurde in Curtil-Vergy eine dem Saint-Denis (Heiligen Dionysius von Paris) geweihte religiöse Gemeinschaft von Kanonikern begründet. Im Jahr 1242 besaß sie einen Weinkeller in Morey, was auf Weinbergbesitz in der Gemeinde hinweist. Der Clos Saint-Denis selbst wird zum ersten Mal im Jahr 1367 urkundlich erwähnt. Der Weinberg ist wohl nie ummauert gewesen, das Wort „Clos“ war vielmehr im Mittelalter eine allgemeine Bezeichnung für eine Weinlage in Burgund.
Nach der Zerstörung ihres festungsartigen Sitzes durch die Truppen Heinrichs IV. in den Religionskriegen ließen sich die Kanoniker 1610 in Nuits-Saint-Georges nieder. Hier besaßen sie Weinberge. Die Grenzen des Clos-Saint-Denis waren niemals genau fixiert. Im Jahre 1780 werden urkundlich 49,5 Ouvrées (2,12 ha) als Monopolbesitz der Kanoniker erwähnt. Hinzu kamen weitere 23 Parzellen in der Gemarkung Morey.
Nach der Französischen Revolution wurde dieser kirchliche Besitz versteigert. Es waren überwiegend Angehörige des Bürgertums, die ihn erwarben. Im 20. Jahrhundert verschoben sich die Besitzverhältnisse zugunsten der örtlichen Winzer. Diese kauften vor allem in der Krise der 1920er und 1930er Jahre das im Preis stark verfallene und zum Teil brach liegende Rebland. Der größte Teil des Clos Saint-Denis ist heute im Besitz von Weingütern aus der Gemeinde Morey-Saint-Denis. Das Rebland und besonders die Grand-Cru-Lagen, hat in den letzten Jahrzehnten enorm an Wert gewonnen. Im Jahr 1990 wurde der Hektar im Clos Saint-Denis mit 12 Mio. Francs bewertet (gut 1,8 Mio. Euro).
Den Status eines Grand Cru erhielt der Clos Saint-Denis am 8. Dezember 1936. Hierbei wurden zum eigentlichen Clos Saint-Denis noch die Lage Maison Brûlée sowie Teile der Lagen Les Chaffots und Calouère geschlagen. Diese werden als qualitativ gleichwertig bezeichnet. Das Dekret über die Appellation Contrôlée erfasst gleichzeitig die benachbarten Grands Crus Bonnes Mares und Clos de la Roche.
Im Jahr 1927 entschied sich die Gemeine von Morey für Saint-Denis als Anhang zu ihrem Ortsnamen. Dies ist eine Referenz an den Clos Saint-Denis. Doch als die hochwertigste Weinlage der Gemarkung wird von Weinkennern der Clos de la Roche bezeichnet.